# 保科昭彦
保科 昭彦（ほしな てるひこ、1932年7月24日 - 2020年11月15日）は、日本の実業家。読売新聞社西部本社代表、読売巨人軍代表取締役社長。

## 略歴
1956年に法政大学経済学部を卒業後、同年読売新聞社に入社。地方部や静岡支局などを経て、婦人部長や解説部長を歴任。中小企業経営や生活経営といった専門分野を中心に活躍した。1988年には総務局長兼人事部長、1991年からは取締役、さらに1992年6月に読売巨人軍代表へ就任した。翌年の1993年からは球団代表兼編成本部長となり、1996年1月に退任。その後は読売新聞社西部本社代表へ就任した。2020年11月15日、脳梗塞のため死去。享年88歳。

## 人物
1993年に導入されたばかりのフリーエージェント制度（FA制）で、落合博満（中日）の獲得に尽力。また翌年の1994年には、川口和久（広島）や広沢克己（ヤクルト）など有力選手の獲得を実現した。